# 中正里 (新北市板橋區)
中正里為台灣新北市板橋區轄下之一里，位於板橋區西北部，北鄰大漢溪與新莊區瓊林、泰豐、興漢、榮和四里相望，其中與興漢里以新月橋連接。由西南方逆時針數來則是香社里、港尾里、新生里、德翠里、新海里。
境內有中正紀念堂，後來改為板橋435藝文特區。板橋國中也位於中正里境內。中正里於1959年11月1日由社後里分出。